# HD 63332
HD 63332，又名BD+54 1177，SAO 26535、HR 3028，是一颗恒星，视星等为6.02，位于銀經163.89，銀緯30.25，其B1900.0坐标为赤經7h 43m 13.1s，赤緯+54° 30.25′ 43″。